# Endrőc
Endrőc (kroatisch Andrec oder Androc) ist eine ungarische Gemeinde im Kreis Szigetvár im Komitat Baranya.

## Geografische Lage
Endrőc liegt ungefähr vierzehn Kilometer südwestlich der Kreisstadt Szigetvár und sechs Kilometer nordwestlich der Stadt Sellye. Nachbargemeinden sind Teklafalu, Marócsa und Drávafok. 

## Sehenswürdigkeiten
- Römisch-katholische Kirche Szent Kereszt felmagasztalása iskolakápolna
- Weltkriegsdenkmal (I. és II. világháborús emlékmű), vor der Kirche

## Verkehr
Endrőc ist nur über die Nebenstraße Nr. 58143 zu erreichen. Der nächstgelegene drei Kilometer entfernte Bahnhof in Vitézipuszta ist nicht mehr in Betrieb. Auf der dortigen Strecke von Sellye nach Villány wurde der Personenverkehr im Jahr 2007 eingestellt, so dass Bahnreisende den Bahnhof in Sellye oder Szigetvár nutzen müssen. Es bestehen Busverbindungen über Teklafalu, Kétújfalu und Hobol nach Szigetvár.